# Garrett Birkhoff

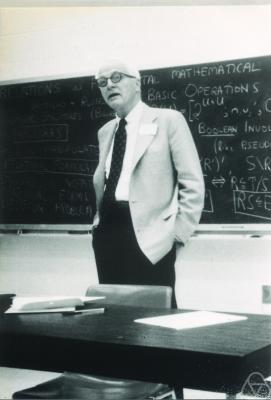
Garrett Birkhoff

Garrett Birkhoff (* 19. Januar 1911 in Princeton, New Jersey, USA; † 22. November 1996 in Water Mill, N.Y., USA) war ein US-amerikanischer Mathematiker, der sich mit Algebra und Angewandter Mathematik (Hydrodynamik) befasste.

## Leben und Wirken
Birkhoff war der Sohn des bekannten Mathematikers George David Birkhoff. Sein Vater ließ ihn bis zum Alter von acht Jahren zu Hause unterrichten, während der Collegezeit erhielt er Privatunterricht in Mathematik durch dessen Doktoranden (Whitney, Morse, Walsh und Brinkmann). Garrett Birkhoff studierte ab 1928 an der Harvard University unter anderem bei Oliver Kellogg (Potentialtheorie), Heinrich Wilhelm Brinkmann (Advanced Calculus), Joseph L. Walsh (Funktionentheorie), Marston Morse und Hassler Whitney. Zunächst wollte er theoretischer Physiker werden und studierte Quantenmechanik bei E. C. Kemble und Elektrodynamik bei George W. Pierce.
Nach dem Abschluss 1932 ging er mit einem Stipendium an die Universität Cambridge in England, wo er sich der abstrakten Algebra (Gruppentheorie) zuwandte – eine Vorlesung von Paul Dirac über Quantenmechanik hatte eher demotivierend gewirkt – und bei Philip Hall studierte. Eine gemeinsame Arbeit der beiden erschien 1936. Im Juli 1933 war er kurz in München bei Constantin Carathéodory, der ihn für das Studium auf van der Waerdens Algebra-Lehrbuch aufmerksam machte und in der Gruppentheorie auf das anschauliche Lehrbuch von Andreas Speiser. Ab 1933 war er Fellow in Harvard und ab 1936 Instructor; ab 1937 hielt er dort auch Algebra-Vorlesungen für Anfänger, abwechselnd mit Saunders MacLane. Daraus entstand ihr Lehrbuch Survey of Modern Algebra, das 1941 erschien, sich als Einführung an Vordiplom-Studenten (Undergraduates) wandte und auch bei Nicht-Mathematikern beliebt war. Es trug viel zum frühen Interesse an abstrakter Algebra in den USA bei; gewöhnlich lag der Schwerpunkt von Anfängervorlesungen damals eher auf Analysis und Geometrie. Gleichzeitig beschäftigte sich Birkhoff mit der Verbandstheorie, sein Buch Lattice Theory erschien schon 1940. Damals wusste er noch nicht, dass Richard Dedekind mit seinen Dualgruppen schon viel vorweggenommen hatte.
Während des Zweiten Weltkriegs arbeitete Birkhoff in angewandter Mathematik, so auf dem Aberdeen Proving Ground, dem Ballistikforschungszentrum der US-Armee, über Granatenexplosionen, Stoßwellen um Projektile, Entfernungsmessung mit Radar. Daraus entstanden später zwei Bücher über Hydrodynamik (Hydrodynamics 1950, Jets, Wakes and Cavities 1957). In Komitees für Angewandte Mathematik arbeitet er schon seit den 1940er Jahren mit John von Neumann zusammen.
Als Berater für Westinghouse 1954 begann er auch mit Arbeiten zur numerischen linearen Algebra. In Beratungstätigkeit für General Motors ab 1959 setzte er sich für die Verwendung von kubischen Spline-Funktionen für die Modellierung von Karosserien ein.
1969 wurde er George-Putnam-Professor in Harvard, was er bis zu seiner Emeritierung 1981 blieb. 1970 veröffentlichte er ein mehr anwendungsorientiertes Algebra-Lehrbuch mit Thomas Bartee (Modern Applied Algebra).
1978 erhielt er den nach seinem Vater benannten Birkhoff-Preis für Angewandte Mathematik. Er war sechsfacher Ehrendoktor (u. a. seit 1986 der TU München) und Mitglied der National Academy of Sciences, der American Academy of Arts and Sciences (1945) und der American Philosophical Society (1960). Das Birkhoff-Integral, der Satz von Poincaré-Birkhoff-Witt in der Theorie der Lie-Algebren, der Satz von Birkhoff in der universellen Algebra, auch HSP-Satz genannt, und der Darstellungssatz von Birkhoff, ebenfalls in der universellen Algebra, sind mit seinem Namen verbunden.

## Ausgewählte Schriften
- Garrett Birkhoff: On the structure of abstract algebras. In: Proceedings of the Cambridge Philosophical Society, Nr. 31, 1935, S. 433–454 (online)
- Garrett Birkhoff, Gian-Carlo Rota: Ordinary Differential Equations. Ginn-Blaisdell, Boston (MA) 1959 (4. Auflage. Wiley, Boston 1989, ISBN 0-471-86003-4).
- Garrett Birkhoff: Lattice Theory. AMS, Providence (RI) 1940 (3. Auflage. 1973, ISBN 0-8218-1025-1).
- Garrett Birkhoff, Thomas Creson Bartee: Angewandte Algebra. Oldenbourg, München 1973, ISBN 3-486-34231-2.
- Garrett Birkhoff: Current trends in algebra. In: Amer. Math. Monthly. Nr. 80, 1973, S. 760–782 (online – für diesen Beitrag wurde er 1974 mit dem Lester Randolph Ford Award ausgezeichnet).